# 新竹高中劍道館
24°47′39″N 120°58′52″E / 24.7940868988121°N 120.981196541811°E
新竹高中劍道館位於臺灣新竹市東區的新竹高中校內，於2001年5月31日公告為市定古蹟。該建築是在日治時期的新竹中學校首任校長大木俊九郎任內建成，他本身有相當的劍道造詣，親自教導學生劍道。
該建築除被稱為劍道館之外，又有被稱做「武德館」、「武德殿」等，但據竹中校友鄭華生（1943年畢業生）表示正確名稱應為「武道場」。

## 沿革
新竹高中劍道館原又稱武道場，於昭和元年（1926年）6月20日竣工，因為當時新竹中學校的劍道水平很高，故使得該棟建築被稱為劍道館。二次大戰後，該建築曾改為圖書館，後來一度因為校方有意要將之拆除興建音樂館，使得新竹高中（新竹中學校）校友多方奔走力求保存，最後此棟建築被指定為古蹟。劍道館保存下來之後，於2021年整修完畢，作為展演空間使用，並將於100周年校慶開放參觀。

## 建築
新竹高中劍道館為磚造木構架建築，屋頂原鋪屋瓦，現改成鋼浪板。外牆採用扶壁的設計，將屋頂重量透過突出的磚柱分散到地面，也因此牆上可以開較大的窗戶，以利通風和採光。而劍道館四面牆上的拱窗也是其特色，外觀大致呈現東西、南北對稱。

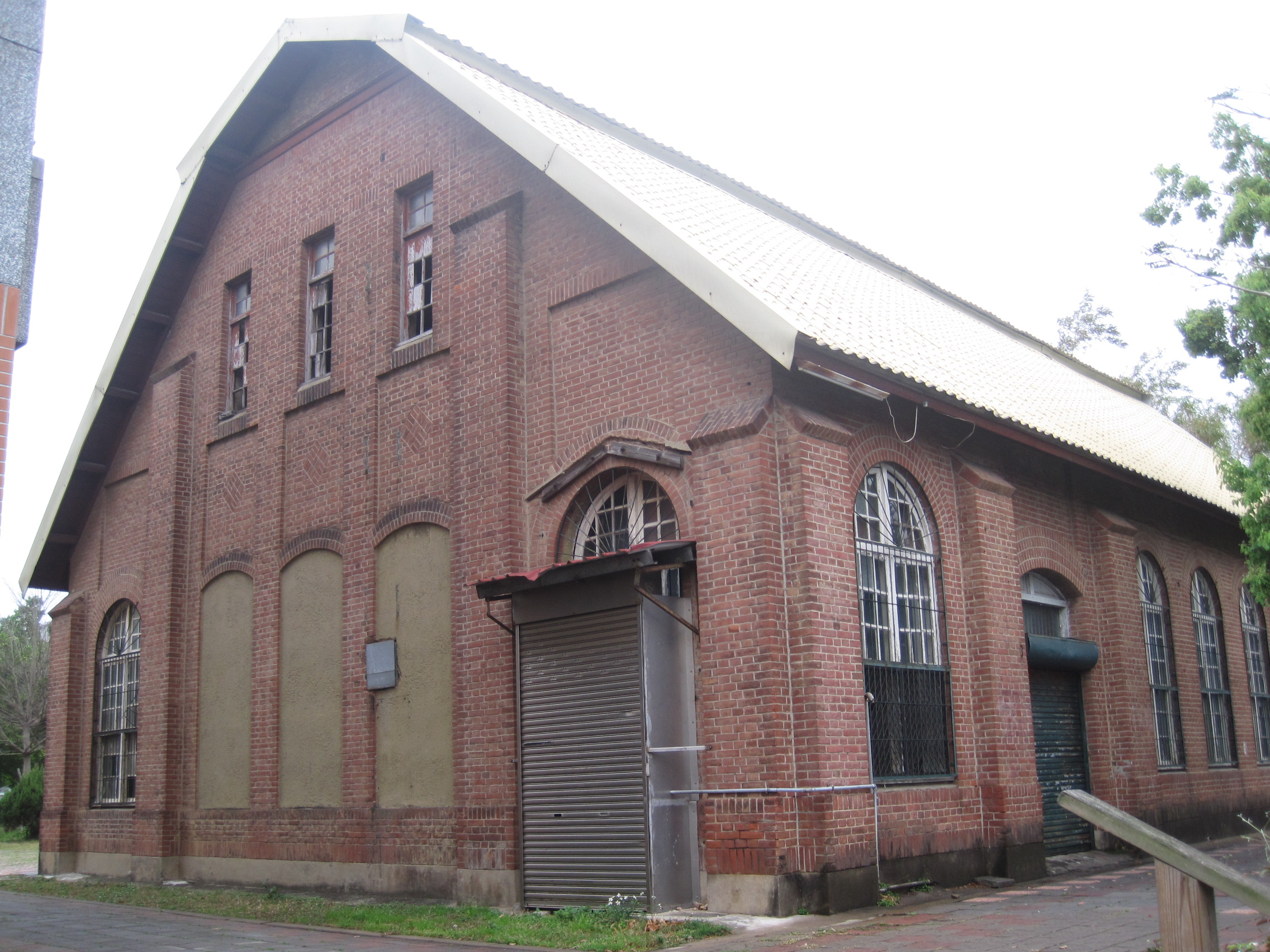
整修前的外觀
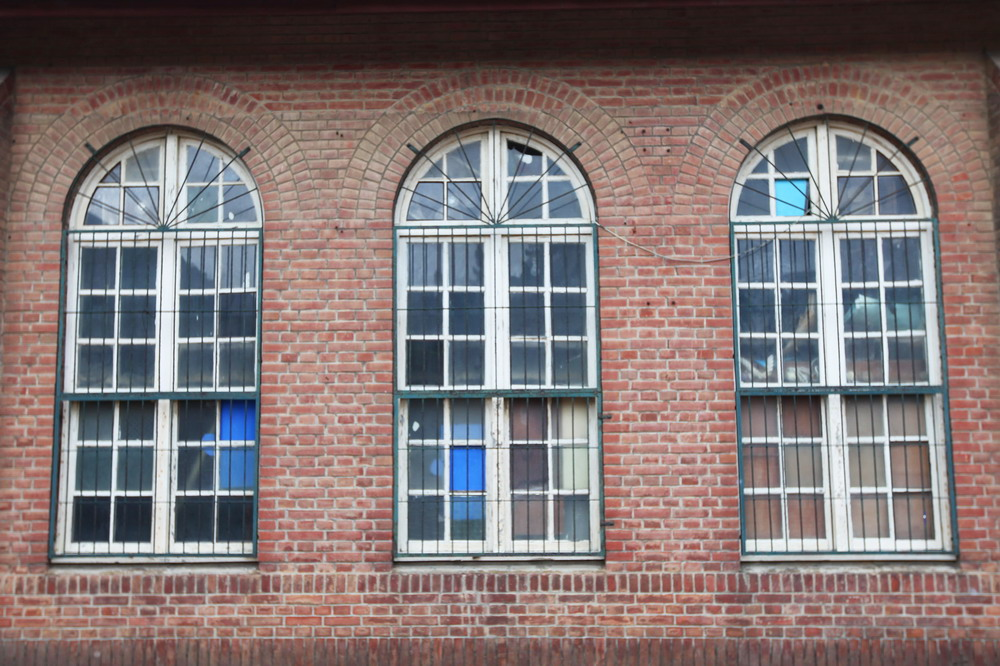
整修前的窗格
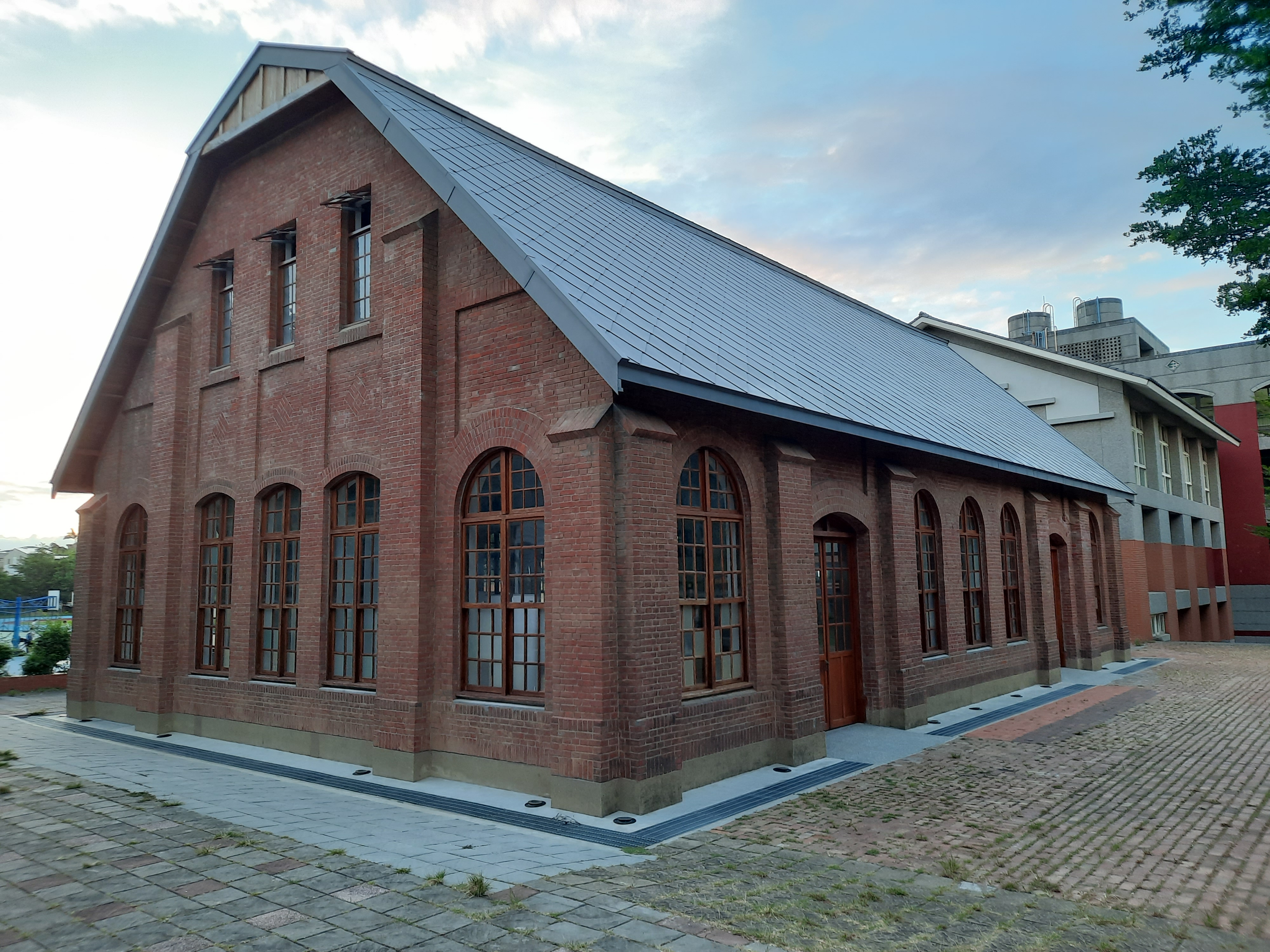
整修後的外觀
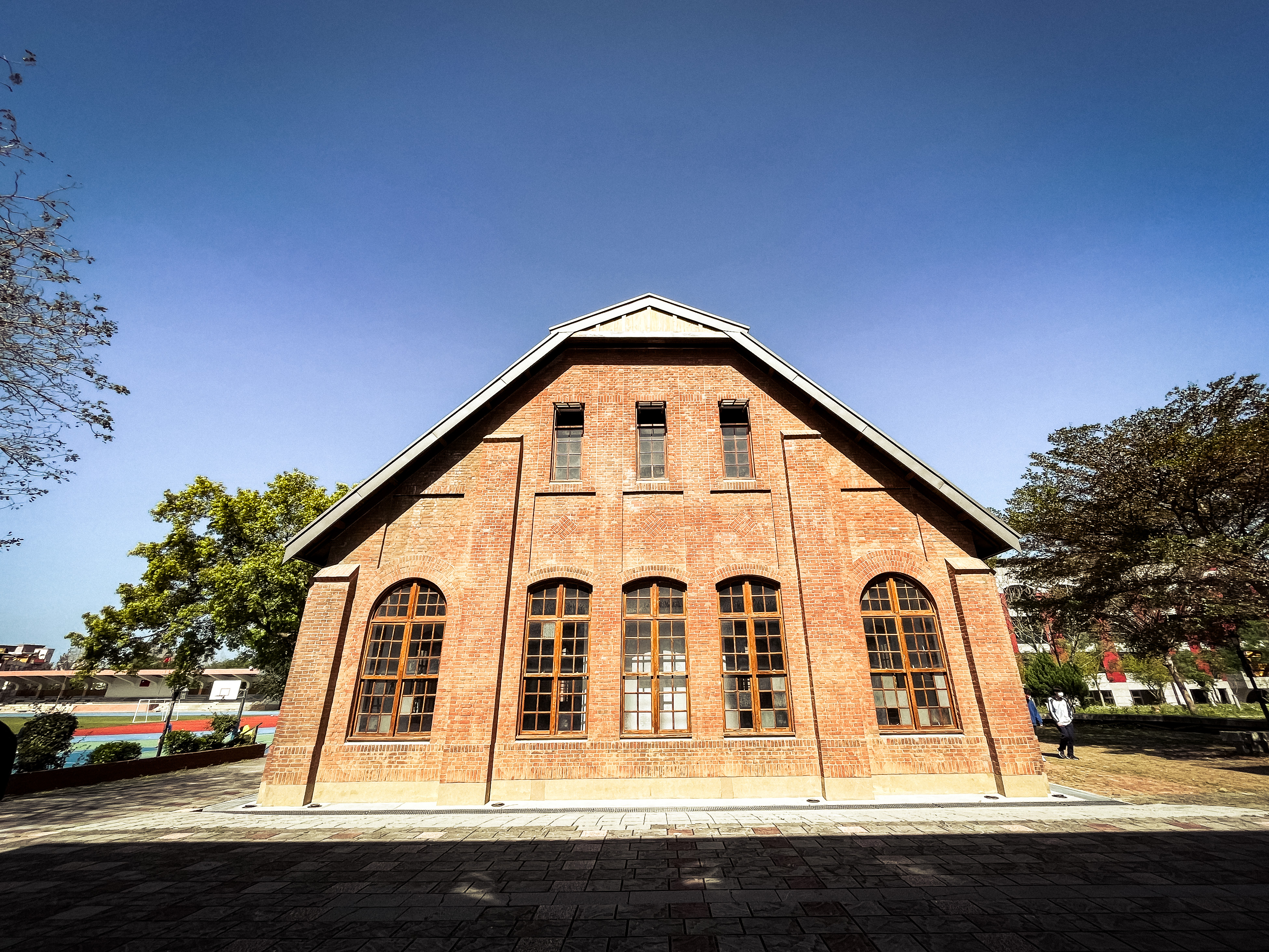
整修後建築東側特寫
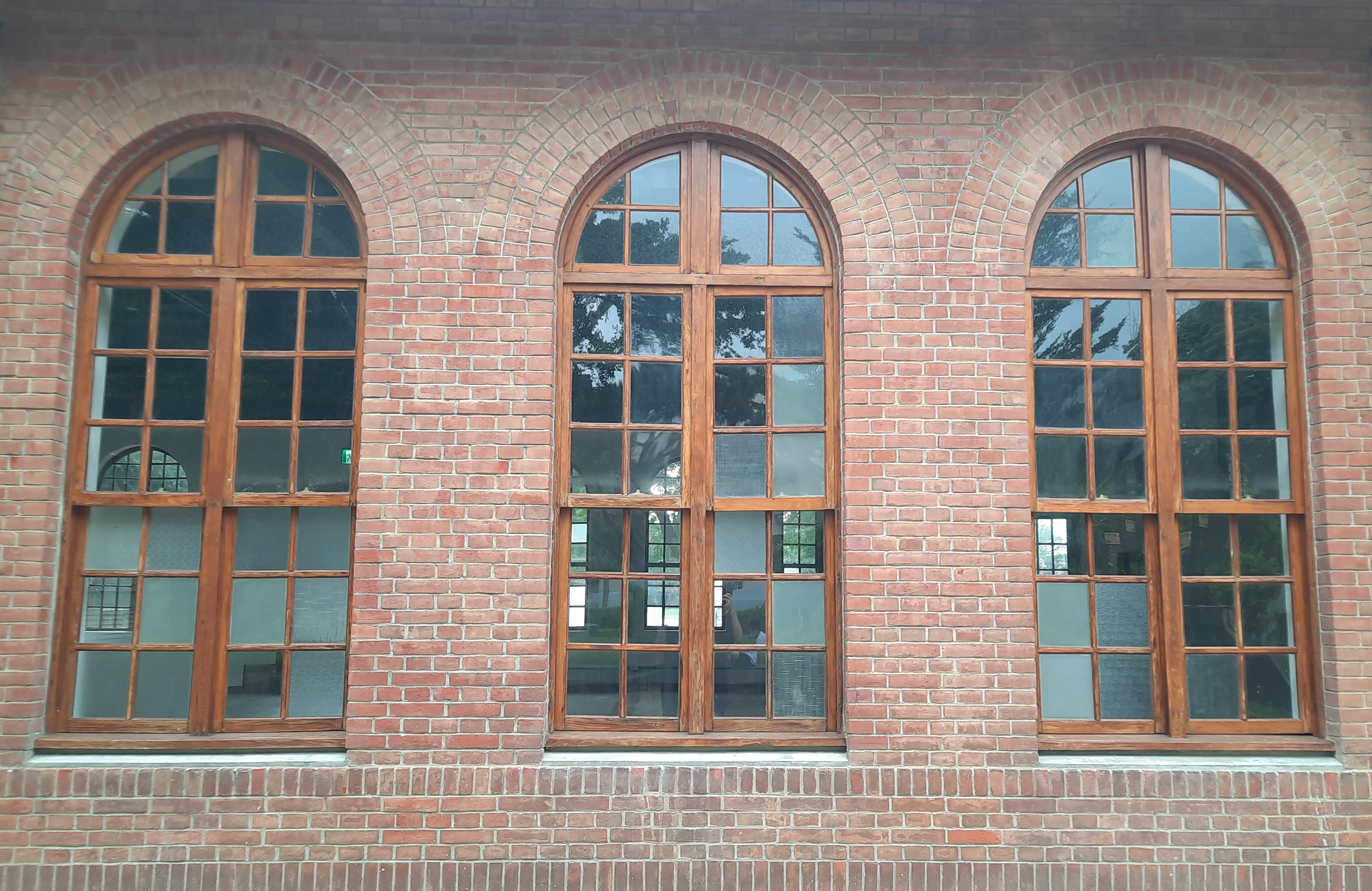
整修後的窗格
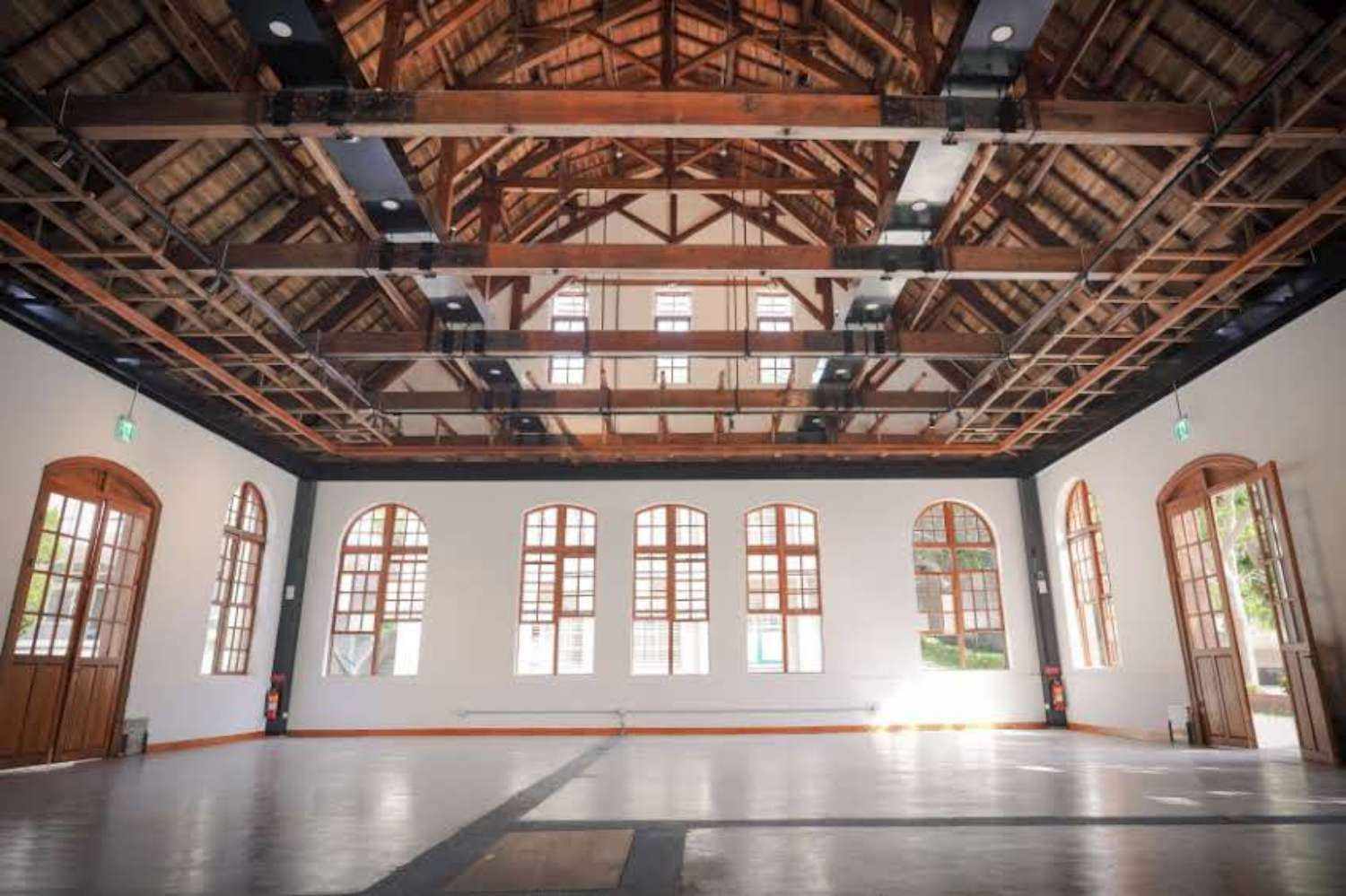
整修後的室內空間

## 其他
對過去在新竹中學校就讀的臺籍學生來說，這裡是個可以「合法」打日本人的地方，可以發洩對日籍學生頤指氣使的態度與不公平待遇的不滿。當時的校友鄭肇芳曾表示他常與林為恭（前苗栗縣縣長）向日本同學挑戰，鄭翼宗也常在這裡用竹劍回報平日被欺負的羞辱。

## 外部連結
- 新竹高中劍道館(前新竹中學武道場)-國家文化資產網 （页面存档备份，存于）